# Доњи Црноговци
Доњи Црноговци (хрв. Donji Crnogovci) су насељено место у саставу општине Старо Петрово Село, Бродско-посавска жупанија, Хрватска.

## Историја
До територијалне реорганизације у Хрватској били су у саставу старе општине Нова Градишка.

## Становништво
У попису становништва из 2011. године, Доњи Црноговци су имали 131 становника.
| Број становника према пописима | Број становника према пописима | Број становника према пописима | Број становника према пописима | Број становника према пописима | Број становника према пописима | Број становника према пописима | Број становника према пописима | Број становника према пописима | Број становника према пописима | Број становника према пописима | Број становника према пописима | Број становника према пописима | Број становника према пописима | Број становника према пописима | Број становника према пописима |
| ------------------------------ | ------------------------------ | ------------------------------ | ------------------------------ | ------------------------------ | ------------------------------ | ------------------------------ | ------------------------------ | ------------------------------ | ------------------------------ | ------------------------------ | ------------------------------ | ------------------------------ | ------------------------------ | ------------------------------ | ------------------------------ |
| 1857                           | 1869                           | 1880                           | 1890                           | 1900                           | 1910                           | 1921                           | 1931                           | 1948                           | 1953                           | 1961                           | 1971                           | 1981                           | 1991                           | 2001                           | 2011                           |
| 166                            | 203                            | 213                            | 164                            | 181                            | 168                            | 164                            | 175                            | 184                            | 187                            | 190                            | 183                            | 165                            | 143                            | 137                            | 131                            |

Напомена: Насеља Доњи Црноговци и Горњи Црноговци исказују се од 1890. Од 1857. до 1880. исказано је насеље Црноговци. Садржи податке за то некадашње насеље.